# Juarez Almada Fagundes
Juarez Almada Fagundes (1889-1962), por vezes tratado como Juarez de Almada Fagundes, foi um artista plástico brasileiro.

## Biografia
Estudou na Academia de Belas Artes de São Paulo. Participou do 1º. Salão Paulista de Belas Artes (1934) recebendo o Prêmio Prefeitura de São Paulo. Posteriormente recebeu Menção Honrosa, Pequena e Grande Medalha de Prata. Premiado também no Salão Nacional de Belas Artes. Foi um dos fundadores (1942) da Associação Paulista de Belas Artes e presidente da primeira diretoria provisória. Foi colaborador da revista “Panóplia”, na década de 20, ao lado de escritores, intelectuais e artistas de São Paulo. É reconhecido como um exímio artista do pastel.